# 五里乡 (宿松县)
五里乡，是中华人民共和国安徽省安庆市宿松县下辖的一个乡镇级行政单位。

## 行政区划
五里乡下辖以下地区：
六圩村、金龙村、五里村、牌楼村、万元村和黎冲村。